# Amenardis I in alabastro (JE 3420)
La statua di Amenardis I (JE 3420) è un'antica statua egizia in alabastro calcareo raffigurante la "Divina Sposa di Amon" Amenardis I (Hatnefrumut Amonirdisi), sorella di Pianki, re kushita e faraone fondatore della XXV dinastia egizia.

## Storia
Amenardis I (o Amenardis "la Vecchia", per distinguerla da Amenardis II) era figlia del sovrano kushita Kashta di Napata, attuale Gebel Barkal in Sudan.

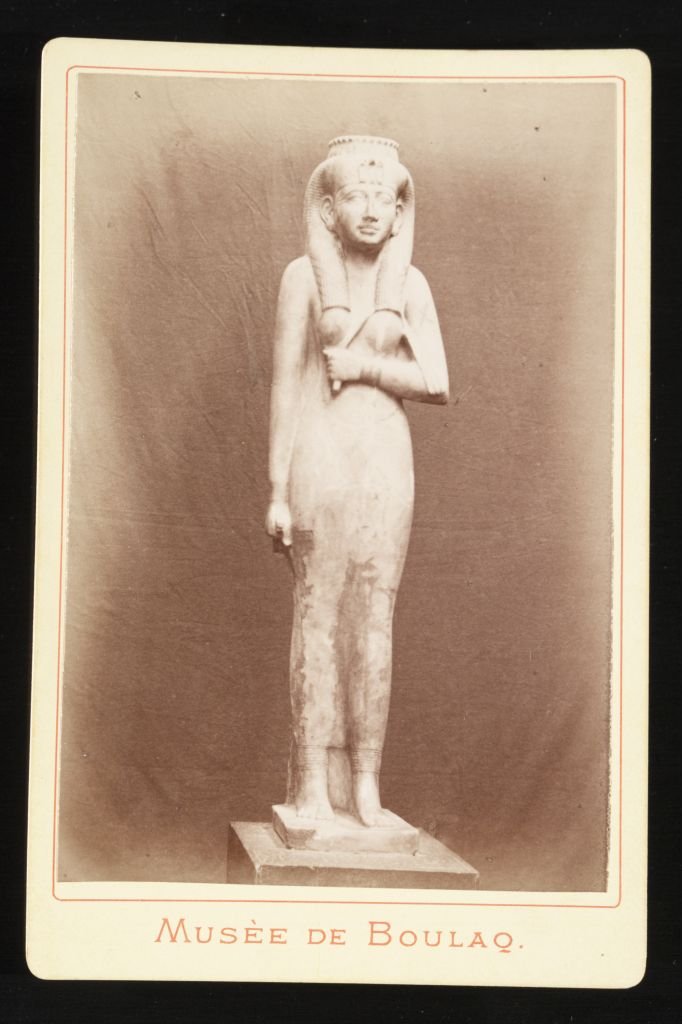
Fotografia del 1881.

A Napata si erano rifugiati, intorno al 950 a.C., i sacerdoti di Amon discendenti da Herihor ("Dinastia dei primi profeti di Amon") scacciati da Tebe dai faraoni libici della XXII dinastia: l'influenza dei fuggiaschi aveva dato vita a una società fortemente egizianizzata in senso tradizionalista e, soprattutto, religioso. Dopo che Pianki, successore di Kashta, ebbe conquistato l'Egitto e si fu insediato come faraone, fece in modo che la propria sorella Amenardis, principessa, fosse adottata come erede dalla "Divina Sposa di Amon" allora in carica, Shepenupet I (membro della precedente dinastia: figlia di re Osorkon III, i cui successori Takelot III e Rudamon furono costretti a riconoscere il potere nubiano), allo scopo di garantire ai sovrani nubiani il controllo dell'importante carica e dell'oracolo di Amon. Amenardis I occupò la propria influentissima carica nell'antica capitale Tebe, dove visse, e sua volta nominò propria erede Shepenupet II, di cui era zia per parte di padre.

## Descrizione
Questa statua a grandezza naturale (la più celebrata fra quelle di Amenardis I) fu scoperta dall'egittologo francese Auguste Mariette nel 1858 in una piccola cappella all'interno del recinto di Montu a Karnak (e si ritiene sia stata d'ispirazione per il personaggio della principessa Amneris nell'Aida di Giuseppe Verdi, gli scenari della quale furono preparati da Mariette stesso).
La figura di Amenardis I, alta e solenne, richiama le rappresentazioni delle "Grandi spose reali" del Nuovo Regno, pur non riuscendo a superare uno stile monumentale piuttosto "freddo": indossa una pesante parrucca che ricade sulle spalle e sulla schiena, al centro della quale si trova un avvoltoio affiancato da due urei (distintivi delle personalità di rango regale(, mentre un diadema attorniato da molti urei sorreggeva, un tempo, una corona "hathorica" con corna di vacca e disco solare. I suoi orecchini sono simili a grandi borchie rotonde e indossa un lungo abito aderente, sofisticati bracciali e cavigliere, oltre a un pettorale con immagini di Amon e Mut finemente intagliate. La mano sinistra, portata al seno, stringe una sorta di curvo scettro a forma di fiore; la destra, distesa lungo il fianco, impugna un collare rituale menat. L'espressione ha un'aria grave e convenzionale. I cartigli di Amenardis I come "Divina Sposa di Amon", con i suoi nomi originali Hatnefrumut Amonirdisi-Merimut, sono incisi sul basamento che poggia su di un altro in basalto; inoltre l'iscrizione definisce la sacerdotessa "amata da Osiride Signore della vita" (Osiride Neb-Ankh), cioè il titolo con cui il dio Osiride era adorato nella cappella in cui fu scoperta la statua; il basamento inferiore contiene invocazioni ad Amon-Ra di Karnak, associato a Montu "Signore di Tebe". Due secoli dopo la realizzazione della statua, re Psammetico III fece cancellare i nomi di Kashta, padre di Amenardis I, e del fratello Shabaka, che regnò dopo l'altro fratello Pianki.